# یواس‌اس سسک (ام‌اس‌سی-۲۰۶)
یواس‌اس سسک (ام‌اس‌سی-۲۰۶) (به انگلیسی: USS Warbler (MSC-206)) یک کشتی بود که طول آن ۱۴۵ فوت (۴۴ متر) بود. این کشتی در سال ۱۹۵۴ ساخته شد.